# 帝國中心

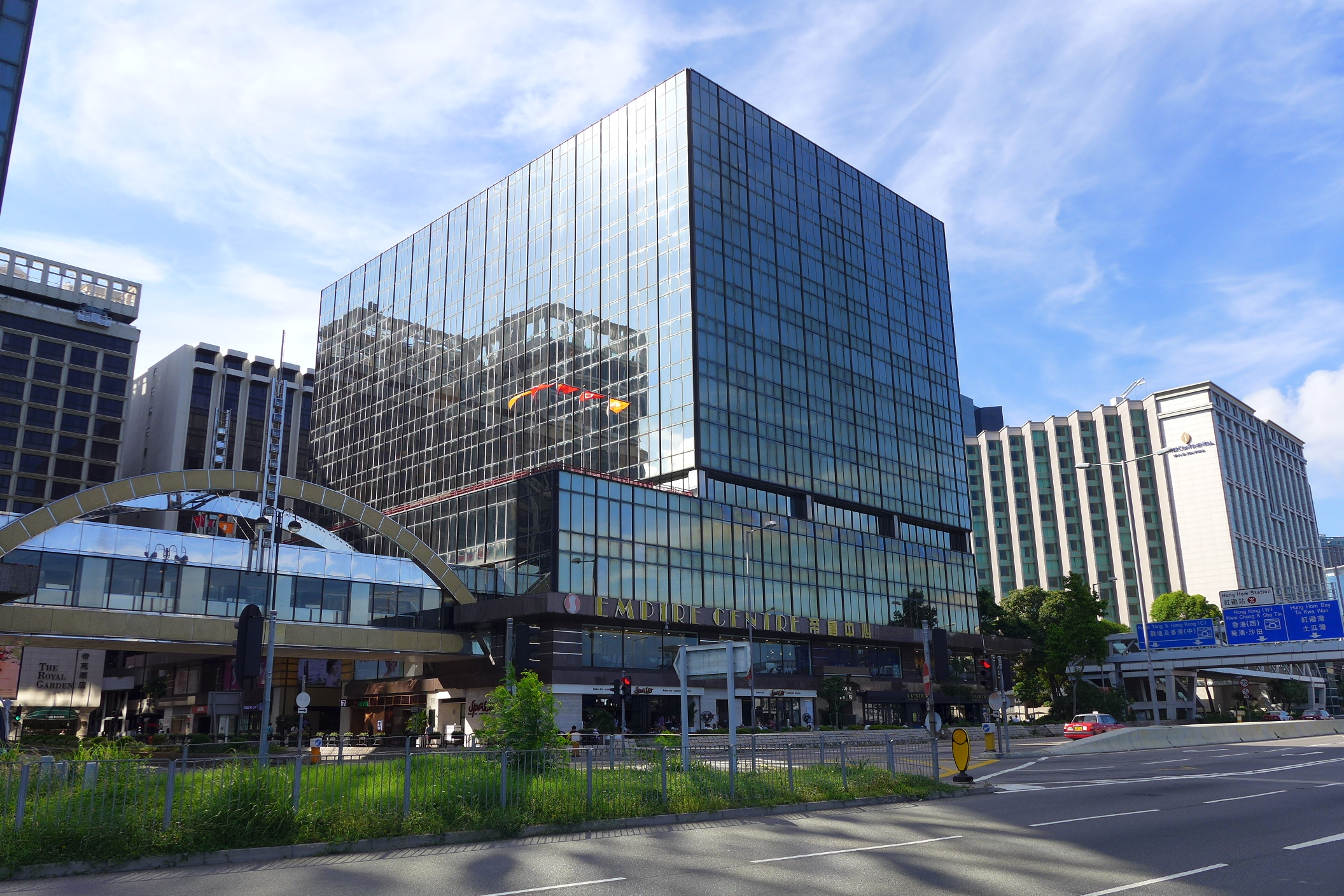
尖東帝國中心

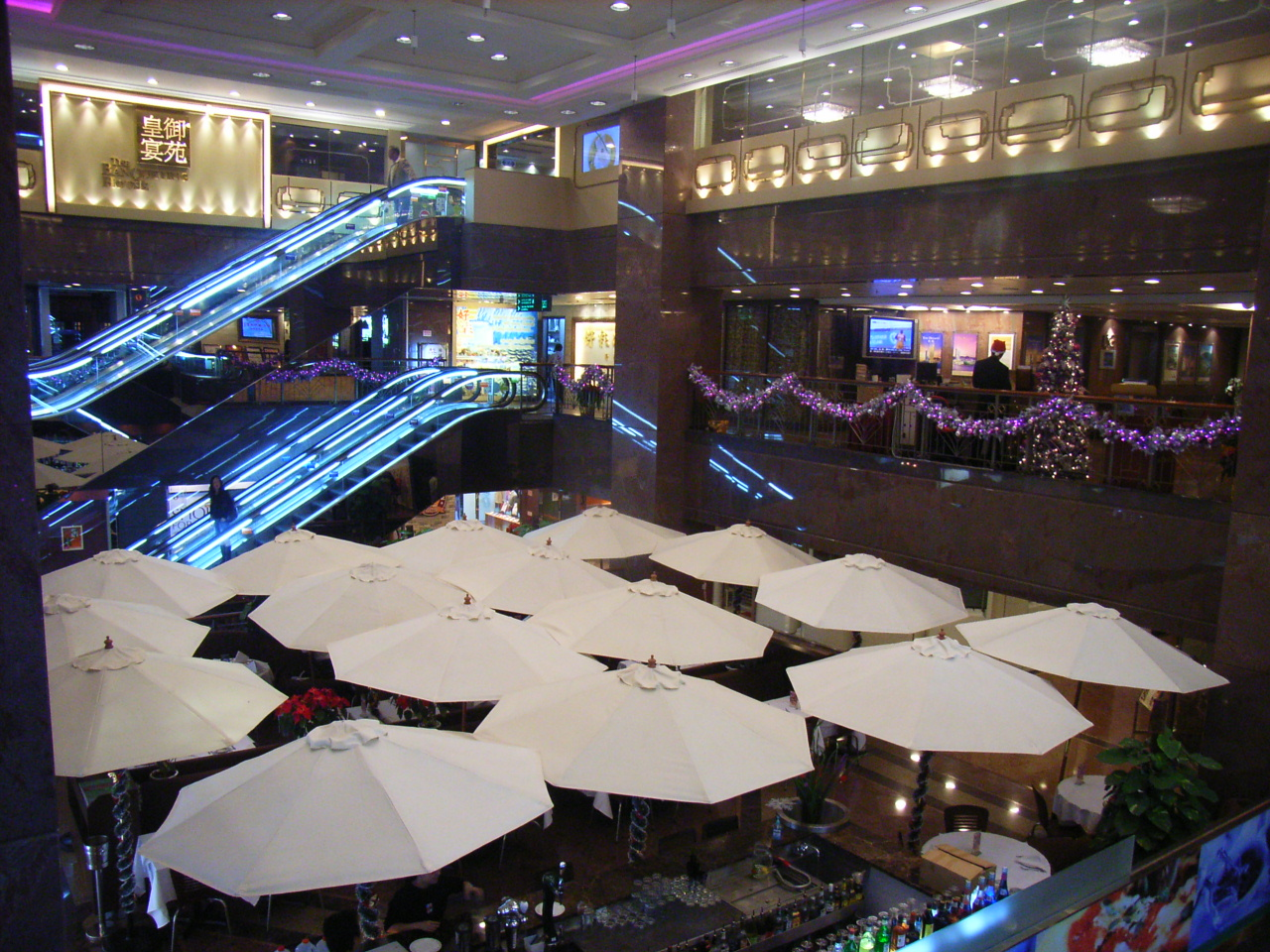
帝國中心中庭（2008年）

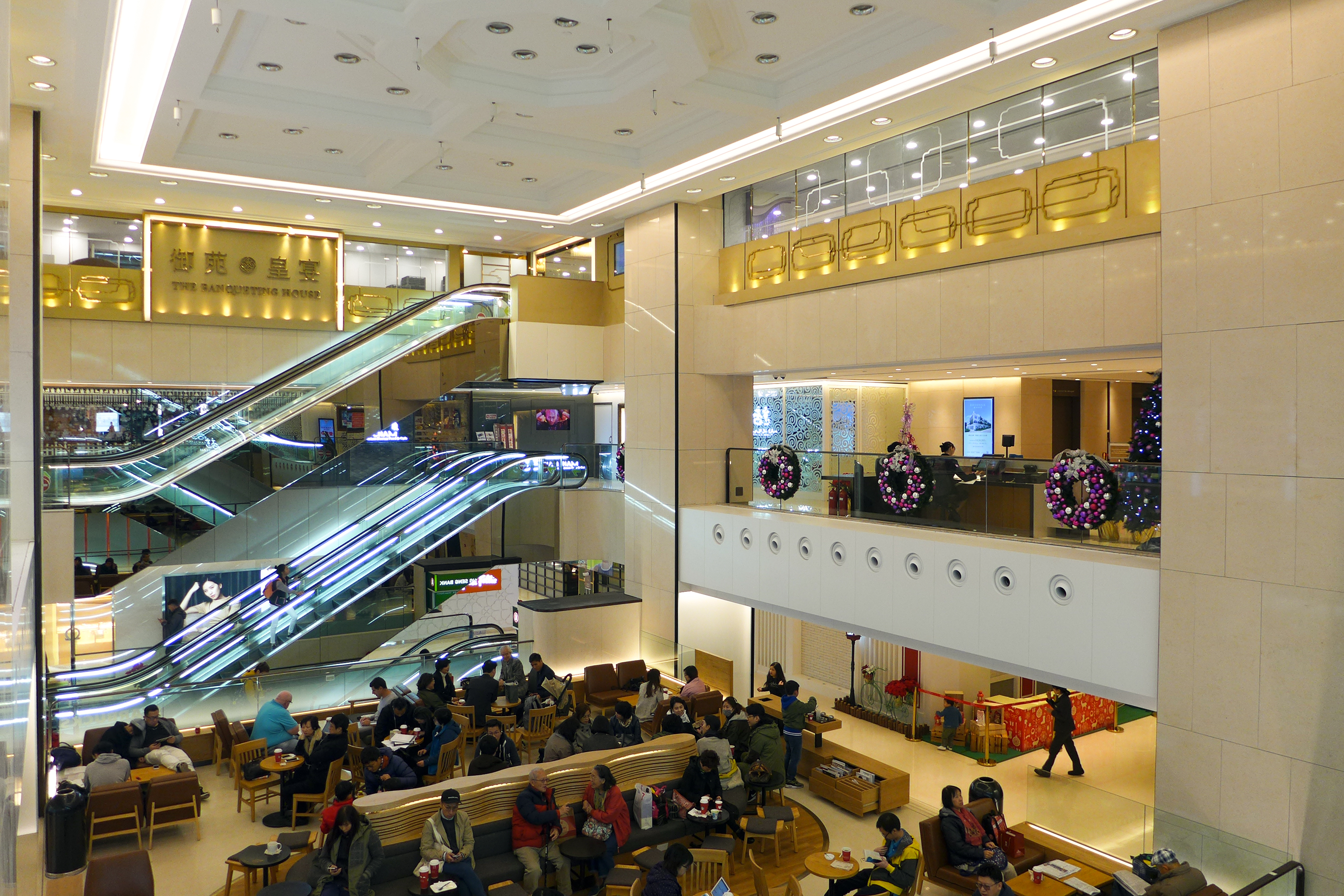
翻新後的帝國中心中庭（2017年）

帝國中心（英語：Empire Centre），坐落於麼地道68號，尖東站，與天星小輪港島線碼頭近在咫尺。隨著尖沙咀東部美化計劃展開後，多個商場及酒店皆重新進行粉飾工程，以製造更佳環境。自2006年尖沙咀中心及帝國中心進行粉飾工程後，多間海景地舖改建為複式商舖，更引入多間食肆，成為遊客及老饕必到的美食熱點。大廈在2017年進行翻新工程。
此處之Alfresco Lane是全港最長的海景露天茶座，可欣賞美麗維港景致，並匯聚各國美食，是遊客及老饕必到的美食熱點。每逢聖誕及新年，尖沙咀中心及帝國中心外牆更會展現璀璨的燈飾，增添濃厚的節日氣氛。
而在1982年12月九廣鐵路公司成立初期，由於沙田九廣鐵路大廈仍未完工，其總辦事處曾一度設於帝國中心，直至翌年11月尾才遷入該大樓。

## 參看
- 尖沙咀中心

## 外部連結
- 帝國中心網頁 （页面存档备份，存于）